# Turpinia sambucina
Turpinia sambucina är en pimpernötsväxtart som beskrevs av Louis René Tulasne. Turpinia sambucina ingår i släktet Turpinia och familjen pimpernötsväxter. Inga underarter finns listade i Catalogue of Life.